# Zeche Regina (Wetter-Schlebusch)
Die Zeche Regina in Wetter-Schlebusch/Sprockhövel-Hiddinghausen ist ein ehemaliges Bergwerk. Auf dem Bergwerk wurde in der ersten Hälfte des 19. Jahrhunderts Spateisenstein abgebaut.

## Bergwerksgeschichte
Am 14. Oktober des Jahres 1826 wurde ein Längenfeld für den Abbau von Spateisenstein verliehen. Um an das Spateisensteinflöz Sarnsbank zu gelangen, wurde ein kurzer Stollen aufgefahren. Das Erz hatte einen Eisengehalt von 43 Prozent. Zusätzlich wurde ein Schacht mit einem kleinen Querschnitt bis auf den Stollen abgeteuft. Nachdem der Stollen bereits 40 Meter aufgefahren war, erwies sich der weitere Abbau nicht mehr als lohnend, da das Flöz unbauwürdig geworden war. Am 22. März des Jahres 1830 konsolidierte die Zeche Regina mit anderen Bergwerken zur Zeche Vereinigte Friedrich Wilhelm.

## Heutiger Zustand
Heute ist die Zeche Regina die Station 7 des Deutschland Weges.